# او-۱۰۰ (کریگس‌مارینه)
زیردریایی یو-۱۰۰ (۱۹۴۰) (به انگلیسی: German submarine U-100 (1940)) یک زیردریایی بود که طول آن ۶۶٫۶ متر (۲۱۸ فوت ۶ اینچ) بود. این زیردریایی در سال ۱۹۴۰ ساخته شد.